# Stubwing

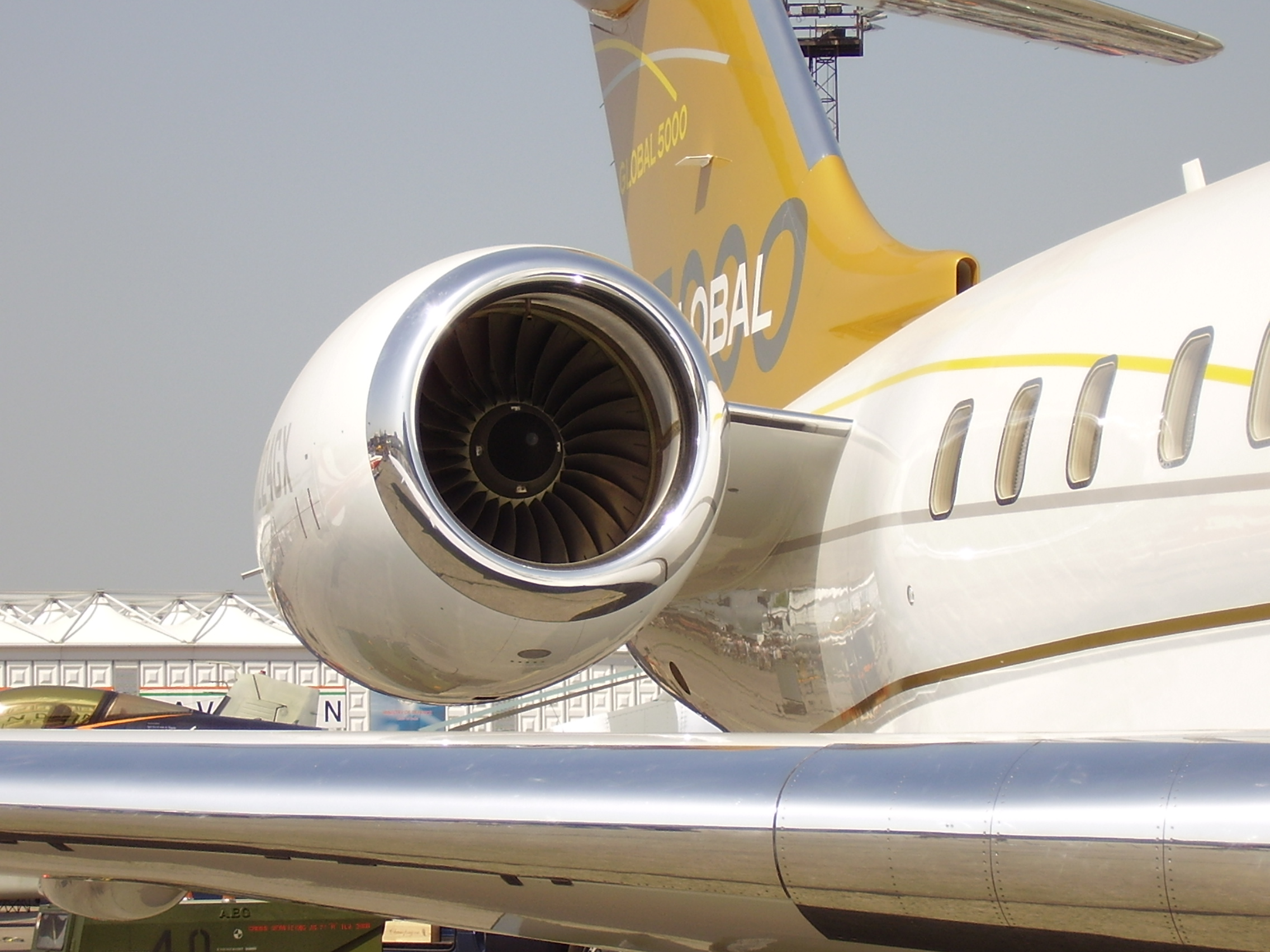
De stubwing duidelijk zichtbaar tussen de romp en de motor van een Bombardier Global 5000

Een stubwing is een stuk vleugelprofiel dat zich tussen de romp en de motor bevindt. De stubwing komt alleen voor bij vliegtuigen zoals de Fokker 70 en de McDonnell Douglas MD-80 waarbij de motoren zich achter op de romp bevinden. In dit gedeelte bevinden zich onder andere de motorophanging en allerlei leidingstelsels en kleppen die de bleed regelen dat van de motor afkomstig is.